# Saturnino (vescovo di Alatri)
Saturnino è il secondo vescovo noto di Alatri, vissuto nel VII secolo. Di lui si sa solo che prese parte al concilio romano indetto il 27 marzo 680 da papa Agatone nel monastero di San Martino, presso San Pietro in Vaticano e dove, alla presenza di 125 vescovi, fu nuovamente confermata la condanna dell'eresia monotelita.